# Ubocz (Pieniny)
Ubocz lub Opalańczyk (673 m) – dwuwierzchołkowy szczyt w Małych Pieninach. Znajduje się na ich północnych stokach, w bocznym grzbiecie, który od Huściawy poprzez Ubocz opada do doliny Grajcarka. Grzbiet ten oddziela dolinę Palkowskiego Potoku od doliny potoku Krupianka. Ubocz jest całkowicie porośnięty lasem.
Występują w nim andezyty. Nazwa utworzona została od słowo ubocz, które w góralskiej gwarze oznacza strome zbocze. Dawniej, prawdopodobnie w XVII–XVIII wieku prowadzono w nim prace górnicze, szczególnie w zboczach od strony potoku Krupianka (zwanego też Sztolnią).
Ubocz znajduje się w granicach Szlachtowej, w województwie małopolskim, w powiecie nowotarskim, w gminie miejsko-wiejskiej Szczawnica.

## Przypisy

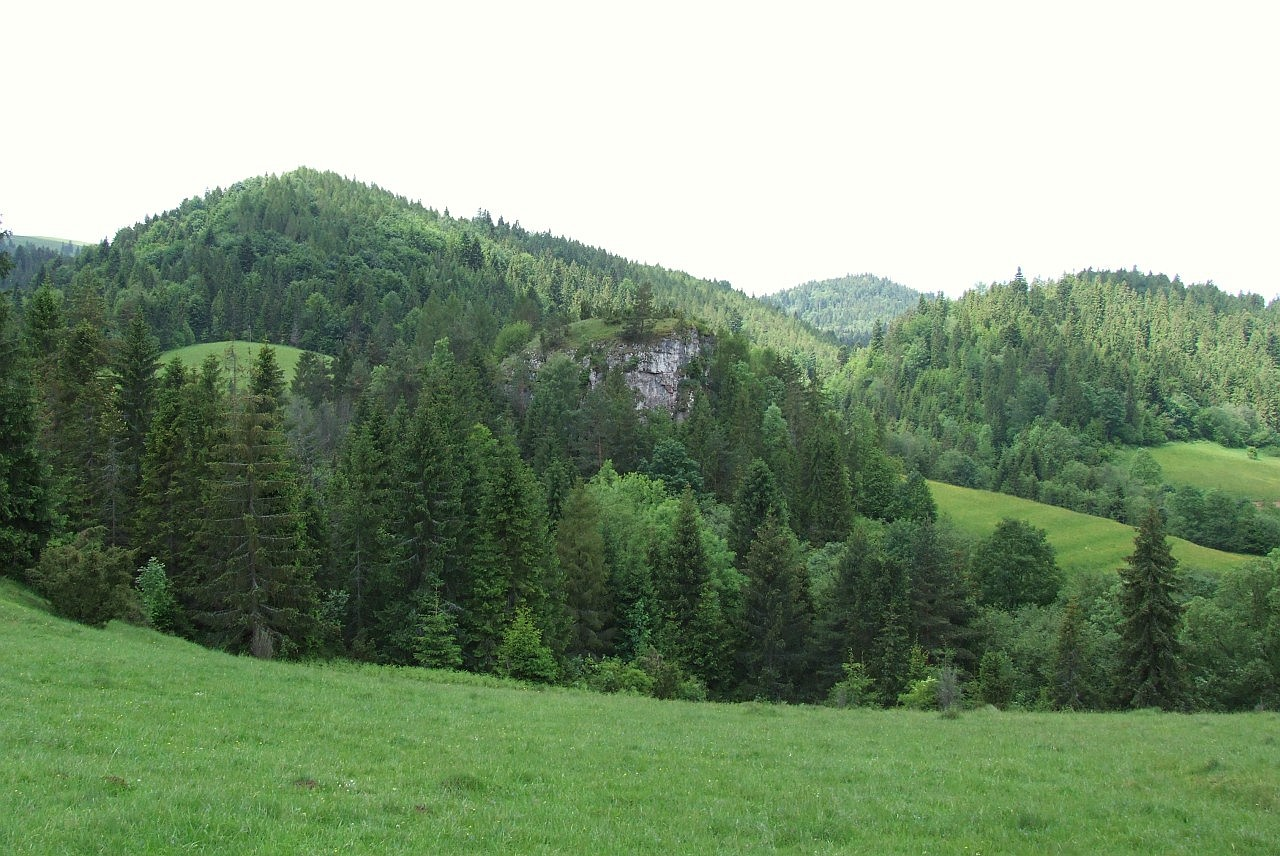
Krupianka i Ubocz, w środku Sołtysie Skały. Widok od wschodniej strony